# Liste der Naturdenkmale im Amt Mecklenburgische Schweiz
Die Liste der Naturdenkmale im Amt Mecklenburgische Schweiz nennt die Naturdenkmale im Amt Mecklenburgische Schweiz im Landkreis Rostock in Mecklenburg-Vorpommern.

## Alt Sührkow
| Bild | Nr.         | Bezeichnung                             | Standort                                         | Beschreibung   | Schutzzweck | Verordnung |
| ---- | ----------- | --------------------------------------- | ------------------------------------------------ | -------------- | ----------- | --- |
| BW   |             | Baumbestand des Gutsparks Hohen Mistorf | Hohen Mistorf (53° 46′ 57,6″ N, 12° 40′ 19,8″ O) |                |             | Landkreis Malchin, 30.10.1934                                                                                                  |
| BW   | fnd_gue_100 | Eichenkoppel Pohnstorf                  | (53° 48′ 12,5″ N, 12° 40′ 9,5″ O)                | Fläche 3,00 ha |             | Beschluss des Rates des Kreises Teterow Nr. 0019 vom 20.01.1988 über die Erklärung wertvoller Biotope zu Flächennaturdenkmalen |
| BW   | fnd_gue_169 | Gelegegürtel östlich der Bukower Spitze | (53° 48′ 0,2″ N, 12° 36′ 54,1″ O)                | Fläche 5,00 ha |             | Beschluss des Rates des Kreises Teterow Nr. 0015 vom 04.04.1990 über die Erklärung wertvoller Biotope zu Flächennaturdenkmalen |

## Dahmen
| Bild | Nr.         | Bezeichnung                                            | Standort                                    | Beschreibung                         | Schutzzweck | Verordnung |
| ---- | ----------- | ------------------------------------------------------ | ------------------------------------------- | ------------------------------------ | ----------- | --- |
| BW   |             | Geschützte Lindenallee Rothenmoor                      | Rothenmoor (53° 39′ 40″ N, 12° 36′ 11,9″ O) |                                      |             | Beschluss vom RdK Teterow Nr 0630, 25.10.1979                                                                                  |
| BW   | fnd_gue_107 | Burgtal bei Rothenmoor                                 | (53° 39′ 0,9″ N, 12° 37′ 9,2″ O)            | Fläche 3,00 ha                       |             | Beschluss des Rates des Kreises Teterow Nr. 0019 vom 20.01.1988 über die Erklärung wertvoller Biotope zu Flächennaturdenkmalen |
| BW   | fnd_gue_122 | Waldfeuchtgebiet Revier Wokern Abt. 2412 MHB 6         | (53° 41′ 55,1″ N, 12° 29′ 4,1″ O)           | Fläche 5,00 ha                       |             | Beschluss des Rates des Kreises Teterow Nr. 0019 vom 20.01.1988 über die Erklärung wertvoller Biotope zu Flächennaturdenkmalen |
| BW   | fnd_gue_149 | Teterower See bei Ziddorf                              | (53° 40′ 48,8″ N, 12° 32′ 22,7″ O)          | Fläche 1,50 ha                       |             | Beschluss des Rates des Kreises Teterow Nr. 0015 vom 04.04.1990 über die Erklärung wertvoller Biotope zu Flächennaturdenkmalen |
| BW   | fnd_gue_156 | Düstersee einschließlich nördlich anschließendes Bruch | (53° 41′ 20,3″ N, 12° 31′ 26,2″ O)          | Fläche 5,00 ha, auch in Hohen Demzin |             | Beschluss des Rates des Kreises Teterow Nr. 0015 vom 04.04.1990 über die Erklärung wertvoller Biotope zu Flächennaturdenkmalen |

## Dalkendorf
| Bild | Nr.         | Bezeichnung             | Standort                                      | Beschreibung   | Schutzzweck | Verordnung |
| ---- | ----------- | ----------------------- | --------------------------------------------- | -------------- | ----------- | --- |
| BW   |             | 1 Eiche                 | Amalienhof (53° 49′ 36,3″ N, 12° 29′ 11,8″ O) |                |             | Niederdeutscher Beobachter am 09.09.1942. VO vom 28.08.1942                                                                    |
| BW   |             | 1 von ehemals 2 Eichen  | Dalkendorf (53° 49′ 9″ N, 12° 30′ 4,1″ O)     |                |             | Niederdeutscher Beobachter am 09.09.1942. VO vom 28.08.1942                                                                    |
| BW   |             | 1 Eiche                 | Dalkendorf (53° 48′ 53,5″ N, 12° 29′ 58,7″ O) |                |             | Niederdeutscher Beobachter am 09.09.1942. VO vom 28.08.1942                                                                    |
| BW   | fnd_gue_097 | Eichenkoppel Appelhagen | (53° 48′ 39,8″ N, 12° 31′ 46,5″ O)            | Fläche 2,40 ha |             | Beschluss des Rates des Kreises Teterow Nr. 0019 vom 20.01.1988 über die Erklärung wertvoller Biotope zu Flächennaturdenkmalen |

## Groß Roge
| Bild | Nr.         | Bezeichnung                        | Standort                                                        | Beschreibung   | Schutzzweck                                          | Verordnung |
| ---- | ----------- | ---------------------------------- | --------------------------------------------------------------- | -------------- | ---------------------------------------------------- | --- |
| BW   |             | 1. von 2 der ursprünglich 3 Eichen | Klein Roge Waldweg, Ostseite (53° 47′ 12,9″ N, 12° 30′ 5,9″ O)  |                |                                                      | Nr. 25 am 18.05.1943. VO vom 13.05.1943                                                                                        |
| BW   |             | 2. von 2 der ursprünglich 3 Eichen | Klein Roge Waldweg, Westseite (53° 47′ 12,8″ N, 12° 30′ 4,6″ O) |                | Verordnung = Nr. 25 am 18.05.1943. VO vom 13.05.1943 | |
| BW   | fnd_gue_150 | Mieckower Torfloch                 | (53° 47′ 17,1″ N, 12° 32′ 19,2″ O)                              | Fläche 0,80 ha |                                                      | Beschluss des Rates des Kreises Teterow Nr. 0015 vom 04.04.1990 über die Erklärung wertvoller Biotope zu Flächennaturdenkmalen |

## Groß Wokern
| Bild | Nr.         | Bezeichnung                                           | Standort                                    | Beschreibung                                                | Schutzzweck | Verordnung |
| ---- | ----------- | ----------------------------------------------------- | ------------------------------------------- | ----------------------------------------------------------- | ----------- | --- |
| BW   |             | 1 Eiche                                               | Nienhagen (53° 42′ 40,7″ N, 12° 30′ 5,8″ O) | Stammumfang 1937: 5,3 m; 2016: 6,02 m, gr. Höhlung im Stamm |             | Nr. 61 am 31.08.1937, VO vom 23.08.1937                                                                                        |
| BW   | fnd_gue_121 | Waldfeuchtgebiet Revier Wokern Abt. 2434 a2 / 2435 a2 | (53° 43′ 19,7″ N, 12° 29′ 40,7″ O)          | Fläche 15,00 ha                                             |             | Beschluss des Rates des Kreises Teterow Nr. 0019 vom 20.01.1988 über die Erklärung wertvoller Biotope zu Flächennaturdenkmalen |
| BW   | fnd_gue_158 | Feuchtwiese Großer Diecken                            | (53° 42′ 22,9″ N, 12° 30′ 3,2″ O)           | Fläche 5,00 ha                                              |             | Beschluss des Rates des Kreises Teterow Nr. 0015 vom 04.04.1990 über die Erklärung wertvoller Biotope zu Flächennaturdenkmalen |

## Groß Wüstenfelde
| Bild | Nr.         | Bezeichnung                                  | Standort                           | Beschreibung   | Schutzzweck | Verordnung |
| ---- | ----------- | -------------------------------------------- | ---------------------------------- | -------------- | ----------- | --- |
| BW   | fnd_gue_050 | Wallbergzug bei Schwetzin                    | (53° 51′ 10,8″ N, 12° 34′ 23,3″ O) |                |             | Beschluss des Rates des Kreises Teterow Nr. VII-3-5/65 über die Erklärung von Einzelgebilden der Natur zu Naturdenkmälern, 1965 |
| BW   | fnd_gue_115 | Waldfeuchtgebiet Revier Matgendorf Abt. 2521 | (53° 51′ 11″ N, 12° 32′ 31,3″ O)   | Fläche 4,00 ha |             | Beschluss des Rates des Kreises Teterow Nr. 0019 vom 20.01.1988 über die Erklärung wertvoller Biotope zu Flächennaturdenkmalen  |

## Hohen Demzin
| Bild | Nr.         | Bezeichnung                                                  | Standort                                        | Beschreibung                   | Schutzzweck | Verordnung |
| ---- | ----------- | ------------------------------------------------------------ | ----------------------------------------------- | ------------------------------ | ----------- | --- |
| BW   | fnd_gue_098 | Eichenkoppel Karstorf                                        | (53° 41′ 34,4″ N, 12° 31′ 51,4″ O)              | Fläche 3,00 ha                 |             | Beschluss des Rates des Kreises Teterow Nr. 0019 vom 20.01.1988 über die Erklärung wertvoller Biotope zu Flächennaturdenkmalen |
| BW   | fnd_gue_099 | Eichenbestand Karstorf (Krähenberg)                          | (53° 41′ 30,8″ N, 12° 32′ 47,1″ O)              | Fläche 1,50 ha                 |             | Beschluss des Rates des Kreises Teterow Nr. 0019 vom 20.01.1988 über die Erklärung wertvoller Biotope zu Flächennaturdenkmalen |
| BW   | fnd_gue_108 | Hangwald am Ostufer des Grambzower Sees                      | (53° 44′ 22,6″ N, 12° 34′ 30,8″ O)              | Fläche 0,20 ha                 |             | Beschluss des Rates des Kreises Teterow Nr. 0019 vom 20.01.1988 über die Erklärung wertvoller Biotope zu Flächennaturdenkmalen |
| BW   | fnd_gue_140 | 4 Sölle und das dazwischenliegende Grünland                  | (53° 43′ 50,6″ N, 12° 34′ 11,7″ O)              | Fläche 135,00 ha, NSG          |             | Beschluss des Rates des Kreises Teterow Nr. 0015 vom 04.04.1990 über die Erklärung wertvoller Biotope zu Flächennaturdenkmalen |
| BW   | fnd_gue_156 | Düstersee einschließlich nördlich anschließendes Bruch       | (53° 41′ 23,1″ N, 12° 31′ 26,8″ O)              | Fläche 5,00 ha, auch in Dahmen |             | Beschluss des Rates des Kreises Teterow Nr. 0015 vom 04.04.1990 über die Erklärung wertvoller Biotope zu Flächennaturdenkmalen |
| BW   |             | 1 Weißtanne                                                  | Hohen Demzin (53° 42′ 12″ N, 12° 31′ 51″ O)     |                                |             | Landrat des Landkreises Malchin, VO vom 12.09.1938                                                                             |
| BW   |             | eine der geschützten Eichen in der Umgebung der Burg Schlitz | Hohen Demzin (53° 42′ 14″ N, 12° 32′ 25,4″ O)   |                                |             | Landrat des Landkreises Malchin, VO vom 12.09.1938                                                                             |
| BW   |             | 1 Blutbuche                                                  | Hohen Demzin (53° 42′ 4,1″ N, 12° 32′ 35,4″ O)  |                                |             | Landrat des Landkreises Malchin, VO vom 12.09.1938                                                                             |
| BW   |             | 1 Esskastanie                                                | Hohen Demzin (53° 42′ 1,1″ N, 12° 32′ 34,7″ O)  |                                |             | Landrat des Landkreises Malchin, VO vom 12.09.1938                                                                             |
| BW   |             | 1 Eiche                                                      | Hohen Demzin (53° 42′ 0,6″ N, 12° 32′ 36,8″ O)  |                                |             | Landrat des Landkreises Malchin, VO vom 12.09.1938                                                                             |
| BW   |             | 1 Eiche                                                      | Hohen Demzin (53° 42′ 0″ N, 12° 32′ 35,2″ O)    |                                |             | Landrat des Landkreises Malchin, VO vom 12.09.1938                                                                             |
| BW   |             | 1 Eiche                                                      | Hohen Demzin (53° 41′ 57,9″ N, 12° 32′ 29,7″ O) |                                |             | Landrat des Landkreises Malchin, VO vom 12.09.1938                                                                             |
| BW   |             | 2 Eichen                                                     | Klein Koethel (53° 45′ 6,7″ N, 12° 32′ 23,8″ O) |                                |             | Beschluss vom RdK Teterow Nr 0630, 25.10.1979                                                                                  |

## Jördenstorf
| Bild | Nr.         | Bezeichnung               | Standort                                       | Beschreibung   | Schutzzweck | Verordnung |
| ---- | ----------- | ------------------------- | ---------------------------------------------- | -------------- | ----------- | --- |
| BW   |             | 1 Eiche                   | Schrödershof (53° 53′ 0,1″ N, 12° 34′ 25,6″ O) |                |             | Beschluss vom meckl. Landrat des Kreises Malchin, 24.05.1937                                                                   |
| BW   | fnd_gue_152 | Seebruch bei Schrödershof | (53° 53′ 9,7″ N, 12° 33′ 40,3″ O)              | Fläche 2,00 ha |             | Beschluss des Rates des Kreises Teterow Nr. 0015 vom 04.04.1990 über die Erklärung wertvoller Biotope zu Flächennaturdenkmalen |
| BW   | fnd_gue_153 | Klein Markower See        | (53° 49′ 39,7″ N, 12° 40′ 20,8″ O)             | Fläche 1,50 ha |             | Beschluss des Rates des Kreises Teterow Nr. 0015 vom 04.04.1990 über die Erklärung wertvoller Biotope zu Flächennaturdenkmalen |

## Lelkendorf
| Bild | Nr.         | Bezeichnung                                     | Standort                           | Beschreibung   | Schutzzweck | Verordnung |
| ---- | ----------- | ----------------------------------------------- | ---------------------------------- | -------------- | ----------- | --- |
| BW   | fnd_gue_118 | Waldfeuchtgebiet Revier Groß Markow Abt. 2631 a | (53° 49′ 25,2″ N, 12° 44′ 29,3″ O) | Fläche 4,00 ha |             | Beschluss des Rates des Kreises Teterow Nr. 0019 vom 20.01.1988 über die Erklärung wertvoller Biotope zu Flächennaturdenkmalen |
| BW   | fnd_gue_138 | Eichenkoppel bei Groß Markow                    | (53° 48′ 55,9″ N, 12° 41′ 37,5″ O) | Fläche 0,60 ha |             | Beschluss des Rates des Kreises Teterow Nr. 0015 vom 04.04.1990 über die Erklärung wertvoller Biotope zu Flächennaturdenkmalen |
| BW   | fnd_gue_154 | Seeländer Torfgewässer                          | (53° 50′ 47,5″ N, 12° 41′ 35,6″ O) | Fläche 6,00 ha |             | Beschluss des Rates des Kreises Teterow Nr. 0015 vom 04.04.1990 über die Erklärung wertvoller Biotope zu Flächennaturdenkmalen |

## Prebberede
| Bild | Nr.         | Bezeichnung                                     | Standort                                    | Beschreibung | Schutzzweck | Verordnung |
| ---- | ----------- | ----------------------------------------------- | ------------------------------------------- | --- | ----------- | --- |
| BW   | fnd_gue_096 | Eichenkoppel Prebberede (Fettkoppel)            | (53° 54′ 22,4″ N, 12° 30′ 14,3″ O)          | |             | Beschluss des Rates des Kreises Teterow Nr. 0019 vom 20.01.1988 über die Erklärung wertvoller Biotope zu Flächennaturdenkmalen |
| BW   | fnd_gue_109 | Wiesensenke südwestlich Klein Bützin            | (53° 52′ 56,2″ N, 12° 26′ 38,1″ O)          | Fläche 1,00 ha |             | Beschluss des Rates des Kreises Teterow Nr. 0019 vom 20.01.1988 über die Erklärung wertvoller Biotope zu Flächennaturdenkmalen |
| BW   | fnd_gue_117 | Waldfeuchtgebiet Revier Matgendorf Abt. 2531 b  | (53° 52′ 26,6″ N, 12° 30′ 30,7″ O)          | Fläche 6,00 ha |             | Beschluss des Rates des Kreises Teterow Nr. 0019 vom 20.01.1988 über die Erklärung wertvoller Biotope zu Flächennaturdenkmalen |
| BW   | fnd_gue_124 | Waldfeuchtgebiet Revier Dalwitz Abt. 3403       | (53° 54′ 36,7″ N, 12° 30′ 39,4″ O)          | Fläche 19,00 ha |             | Beschluss des Rates des Kreises Teterow Nr. 0019 vom 20.01.1988 über die Erklärung wertvoller Biotope zu Flächennaturdenkmalen |
| BW   | fnd_gue_125 | Waldfeuchtgebiet Revier Dalwitz Abt. 3403       | (53° 56′ 21,6″ N, 12° 29′ 57,4″ O)          | Fläche 1,00 ha. NSG Griever Holz                                                                                               |             | Beschluss des Rates des Kreises Teterow Nr. 0019 vom 20.01.1988 über die Erklärung wertvoller Biotope zu Flächennaturdenkmalen |
| BW   | fnd_gue_139 | Wegbegleitender Eichenbestand Prebberede-Jahmen | (53° 54′ 21,5″ N, 12° 28′ 29,1″ O)          | |             | Beschluss des Rates des Kreises Teterow Nr. 0015 vom 04.04.1990 über die Erklärung wertvoller Biotope zu Flächennaturdenkmalen |
| BW   | fnd_gue_146 | Ehemaliger Torfstich Rensower See               | (53° 55′ 50,9″ N, 12° 30′ 53,9″ O)          | Fläche 5,00 ha |             | Beschluss des Rates des Kreises Teterow Nr. 0015 vom 04.04.1990 über die Erklärung wertvoller Biotope zu Flächennaturdenkmalen |
| BW   | fnd_gue_148 | Belitzer Senke                                  | (53° 53′ 49,3″ N, 12° 29′ 53,3″ O)          | Fläche 2,50 ha |             | Beschluss des Rates des Kreises Teterow Nr. 0015 vom 04.04.1990 über die Erklärung wertvoller Biotope zu Flächennaturdenkmalen |
| BW   | fnd_gue_151 | Teufelssee bei Schwiessel                       | (53° 52′ 34,3″ N, 12° 26′ 49,9″ O)          | Fläche 1,00 ha |             | Beschluss des Rates des Kreises Teterow Nr. 0015 vom 04.04.1990 über die Erklärung wertvoller Biotope zu Flächennaturdenkmalen |
| BW   |             | Riesenstein bei Schwiessel                      | Schwiessel (53° 51′ 54″ N, 12° 26′ 40,2″ O) | 1,70×1,10×0,30 m. Geotop-Nr.: G2_018. Granit, rot-schwarz, sehr grobkörnig, sehr kantig, rote Feldspäte deutlich über 1,00 cm. |             | Beschluss vom RdK Teterow Nr 0015. 10/1990                                                                                     |

## Schorssow
| Bild | Nr.         | Bezeichnung                                           | Standort                                        | Beschreibung                                | Schutzzweck | Verordnung |
| ---- | ----------- | ----------------------------------------------------- | ----------------------------------------------- | ------------------------------------------- | ----------- | --- |
| BW   |             | 1 Eiche                                               | Grube (53° 43′ 0″ N, 12° 34′ 1,7″ O)            | bemerkenswerter Einzelbaum "Teufelseiche"   |             | |
| BW   |             | 4 Eichen                                              | Grube (53° 43′ 2,5″ N, 12° 33′ 56,7″ O)         |                                             |             | Beschluss vom meckl. Landrat des Kreises Malchin, 14.05.1937                                                                   |
| BW   |             | 1 Eiche                                               | Glasow (53° 44′ 11,9″ N, 12° 36′ 47,3″ O)       | namensgebendes Baumdenkmal für den Eichberg |             | Beschluss vom RdK Teterow Nr 0630, 25.10.1979                                                                                  |
| BW   |             | Stieleiche                                            | Glasow (53° 43′ 41,7″ N, 12° 36′ 31,9″ O)       | wertvoller Einzelbaum                       |             | Beschluss vom RdK Teterow Nr 0630, 25.10.1979                                                                                  |
| BW   |             | Stieleiche                                            | Glasow (53° 43′ 36,7″ N, 12° 36′ 0″ O)          | wertvoller Einzelbaum                       |             | Beschluss vom RdK Teterow Nr 0630, 25.10.1979                                                                                  |
| BW   |             | Bestand an Kopfweiden                                 | Neu Tessenow (53° 43′ 12,6″ N, 12° 36′ 5,7″ O)  |                                             |             | Beschluss vom RdK Teterow Nr 0630, 25.10.1979                                                                                  |
| BW   |             | Bestand an Kopfweiden                                 | Neu Tessenow (53° 43′ 11,1″ N, 12° 35′ 59,1″ O) |                                             |             | Beschluss vom RdK Teterow Nr 0630, 25.10.1979                                                                                  |
| BW   | fnd_gue_106 | Hangwald am Nordufer des Haussees bei Schorssow       | (53° 41′ 1,5″ N, 12° 33′ 24,7″ O)               | Fläche 0,70 ha                              |             | Beschluss des Rates des Kreises Teterow Nr. 0019 vom 20.01.1988 über die Erklärung wertvoller Biotope zu Flächennaturdenkmalen |
| BW   | fnd_gue_123 | Waldfeuchtgebiet Revier Panstorf Abt. 2230 a2, a6, a7 | (53° 44′ 2″ N, 12° 35′ 33,8″ O)                 | Fläche 4,00 ha. NSG                         |             | Beschluss des Rates des Kreises Teterow Nr. 0019 vom 20.01.1988 über die Erklärung wertvoller Biotope zu Flächennaturdenkmalen |
| BW   | fnd_gue_141 | Wegbegleitender Baumbestand Carlshof-Tessenow         | (53° 42′ 30,2″ N, 12° 34′ 38,9″ O)              |                                             |             | Beschluss des Rates des Kreises Teterow Nr. 0015 vom 04.04.1990 über die Erklärung wertvoller Biotope zu Flächennaturdenkmalen |
| BW   | fnd_gue_142 | Schweinemastwald Bristow                              | (53° 42′ 23,3″ N, 12° 37′ 16,2″ O)              |                                             |             | Beschluss des Rates des Kreises Teterow Nr. 0015 vom 04.04.1990 über die Erklärung wertvoller Biotope zu Flächennaturdenkmalen |
| BW   | fnd_gue_143 | Wegbegleitende Eichen am Weg Schorssow-Bülow          | (53° 41′ 8,4″ N, 12° 35′ 1,5″ O)                |                                             |             | Beschluss des Rates des Kreises Teterow Nr. 0015 vom 04.04.1990 über die Erklärung wertvoller Biotope zu Flächennaturdenkmalen |
| BW   | fnd_gue_170 | Lindenberg bei Carlshof                               | (53° 41′ 58,6″ N, 12° 34′ 3,6″ O)               | Fläche 0,50 ha                              |             | Beschluss des Rates des Kreises Teterow Nr. 0015 vom 04.04.1990 über die Erklärung wertvoller Biotope zu Flächennaturdenkmalen |

## Schwasdorf
| Bild | Nr.         | Bezeichnung                                     | Standort                                      | Beschreibung   | Schutzzweck | Verordnung |
| ---- | ----------- | ----------------------------------------------- | --------------------------------------------- | -------------- | ----------- | --- |
| BW   |             | 2 von 10 Schatteneichen                         | Schwasdorf (53° 53′ 17,2″ N, 12° 36′ 18,3″ O) |                |             | Beschluss vom RdK Teterow Nr 0630, 25.10.1979                                                                                  |
| BW   |             | 2 von 10 Schatteneichen                         | Schwasdorf (53° 53′ 15,8″ N, 12° 36′ 10″ O)   |                |             | Beschluss vom RdK Teterow Nr 0630, 25.10.1979                                                                                  |
| BW   |             | 6 von 10 Schatteneichen                         | Schwasdorf (53° 53′ 13,7″ N, 12° 36′ 9,6″ O)  |                |             | Beschluss vom RdK Teterow Nr 0630, 25.10.1979                                                                                  |
| BW   | fnd_gue_116 | Waldfeuchtgebiet Revier Matgendorf Abt. 2540 a1 | (53° 54′ 3,1″ N, 12° 34′ 31,3″ O)             | Fläche 6,00 ha |             | Beschluss des Rates des Kreises Teterow Nr. 0019 vom 20.01.1988 über die Erklärung wertvoller Biotope zu Flächennaturdenkmalen |
| BW   | fnd_gue_145 | Soll Schwasdorf                                 | (53° 53′ 49,5″ N, 12° 37′ 40,7″ O)            | Fläche 2,00 ha |             | Beschluss des Rates des Kreises Teterow Nr. 0015 vom 04.04.1990 über die Erklärung wertvoller Biotope zu Flächennaturdenkmalen |
| BW   | fnd_gue_147 | Wiesensenke Remlin                              | (53° 54′ 32,8″ N, 12° 39′ 29,1″ O)            | Fläche 1,75 ha |             | Beschluss des Rates des Kreises Teterow Nr. 0015 vom 04.04.1990 über die Erklärung wertvoller Biotope zu Flächennaturdenkmalen |

## Sukow-Levitzow
| Bild | Nr.         | Bezeichnung             | Standort                           | Beschreibung   | Schutzzweck | Verordnung |
| ---- | ----------- | ----------------------- | ---------------------------------- | -------------- | ----------- | --- |
| BW   | fnd_gue_101 | Levitzower Bach         | (53° 50′ 5,2″ N, 12° 35′ 9,3″ O)   | Fläche 0,75 ha |             | Beschluss des Rates des Kreises Teterow Nr. 0019 vom 20.01.1988 über die Erklärung wertvoller Biotope zu Flächennaturdenkmalen |
| BW   | fnd_gue_155 | Fichtenkuhle bei Suckow | (53° 51′ 52,8″ N, 12° 36′ 46,4″ O) | Fläche 2,00 ha |             | Beschluss des Rates des Kreises Teterow Nr. 0015 vom 04.04.1990 über die Erklärung wertvoller Biotope zu Flächennaturdenkmalen |

## Thürkow
| Bild | Nr.         | Bezeichnung              | Standort                           | Beschreibung   | Schutzzweck | Verordnung |
| ---- | ----------- | ------------------------ | ---------------------------------- | -------------- | ----------- | --- |
| BW   | fnd_gue_102 | Thürkower Bach           | (53° 49′ 49,4″ N, 12° 33′ 26,6″ O) | Fläche 2,70 ha |             | Beschluss des Rates des Kreises Teterow Nr. 0019 vom 20.01.1988 über die Erklärung wertvoller Biotope zu Flächennaturdenkmalen |
| BW   | fnd_gue_103 | Os nordöstlich Todendorf | (53° 50′ 18,5″ N, 12° 33′ 51,1″ O) | Fläche 1,20 ha |             | Beschluss des Rates des Kreises Teterow Nr. 0019 vom 20.01.1988 über die Erklärung wertvoller Biotope zu Flächennaturdenkmalen |

## Warnkenhagen
| Bild | Nr. | Bezeichnung            | Standort                                                        | Beschreibung | Schutzzweck | Verordnung                                                  |
| ---- | --- | ---------------------- | --------------------------------------------------------------- | ------------ | ----------- | ----------------------------------------------------------- |
| BW   |     | 1 Eiche                | Gottin (53° 49′ 55,7″ N, 12° 28′ 27,9″ O)                       |              |             | Niederdeutscher Beobachter am 09.09.1942. VO vom 28.08.1942 |
| BW   |     | 1 von ehemals 2 Linden | Warnkenhagen An der Kirche 1 (53° 50′ 28,2″ N, 12° 27′ 17,3″ O) |              |             | Niederdeutscher Beobachter am 09.09.1942. VO vom 28.08.1942 |
| BW   |     | 1 Esche                | Warnkenhagen An der Kirche (53° 50′ 29,7″ N, 12° 27′ 18,8″ O)   |              |             | VO vom 28.08.1942                                           |